# Red Devils MC
Der Red Devils MC (auch 18 4 für RD = Red Devils) ist ein Motorrad- und Rockerclub. Er gilt als der größte und wichtigste Supporter-Club (Unterstützerclub) der Hells Angels. Derzeit existieren rund 130 internationale Chapter in insgesamt 16 Ländern, wobei der Club in Europa den Schwerpunkt auf Deutschland, die Niederlande und Skandinavien legt.

## Hintergrund
Auch wenn der Red Devils MC eng mit den Hells Angels verbunden ist und als Supporter auftritt, gilt er formal als eigenständiger Motorcycle Club. Er hat eigene Regeln, die nicht so streng wie die der Hells Angels sind. So gibt es zum Beispiel keine Harley-Pflicht und auch japanische Maschinen sind möglich. Zudem sind die Aufnahmebedingungen weniger streng, was eine schnellere Ausbreitung des Clubs im Vergleich zu den Hells Angels ermöglicht. Allerdings wird die Ansicht, der MC sei eigenständig, von Vertretern der Behörden nicht geteilt, die feststellen, der Club sei klar den „strengen Befehlsstrukturen [der Hells Angels] unterworfen“. Nicht selten werden bewährte Mitglieder der Red Devils zudem in die Hells Angels aufgenommen. Teils traten, wie etwa in Flensburg, die Red Devils die direkte Nachfolge verbotener Hells-Angel-Charter an und übernahmen dabei sogar die Räumlichkeiten. Seine enge Verbundenheit mit den Hells Angels drückt der Club durch die Farben weiß und rot, ergänzt jedoch um schwarz, sowie durch die häufige Verwendung der Zahl „81“ (8 = H, 1 = A, HA = Hells Angels) aus. Zudem ist es üblich, die Partys des jeweils anderen Clubs und gemeinsamen Treffpunkte zu besuchen. Das Backpatch der Red Devils besteht aus dem Schriftzug mit dem Clubnamen Red Devils (Top Rocker), der Abkürzung MC für Motorcycle Club und dem Namen des jeweiligen Landes-Charters als „bottom rocker“. Das Clubemblem ist ein roter gehörnter Teufel im Comicstil.

## Chapter
Der Red Devils MC ist in viele kleinere Clubs, sogenannte Chapter unterteilt. Anscheinend expandiert der Club in den letzten Jahren, alleine in Niedersachsen wurden im Jahr 2009 dreizehn neue Chapter gegründet. In Deutschland finden sich Chapter beispielsweise in Ansbach, Berlin, Bernburg, Cottbus, Eberswalde, Brandenburg an der Havel, Darmstadt, Hoyerswerda, Konstanz, Lübeck, Magdeburg, Neumünster, Oldenburg, Potsdam, Ramstein, Rostock, Stendal, Schönebeck, Tuttlingen, Uckermark, Villingen, . Weltweit finden sich Charter unter anderem in Australien, Belgien, Brasilien, Chile, China, Italien, Luxemburg, Neuseeland, Schweden, Singapur, Südafrika, Türkei und in den USA.

## Vorwurf krimineller Aktivitäten
Wie die Hells Angels wird auch ihr Supporter-Club mit kriminellen Aktivitäten in Verbindung gebracht. Dem Club wird oft nachgesagt, für die Hells Angels zu arbeiten und für diese unter anderem im Drogen- und Rotlichtmilieu tätig zu sein, Waffen- und Menschenhandel zu betreiben sowie Gebietsansprüche der Hells Angels durchzusetzen. In Deutschland vermuten Behörden der Inneren Sicherheit kriminelle Aktivitäten des Red Devils MC, der bis zum Vorwurf der Organisierten Kriminalität reicht. So zählt die Polizei beispielsweise in Bremen den Red Devils MC zu den sogenannten „Outlaw Motorcycle Gangs“ (OMCG), um diesen von „normalen“ Motorradklubs zu unterscheiden. Wohl durch die Verbindungen der Red Devils mit den Hells Angels entstanden bereits mehrfach Konflikte mit dem Bandidos MC und dem Gremium MC. Probleme mit dem Gremium MC gab es unter anderem in Niedersachsen, wo Auseinandersetzungen nach Aussage des Niedersächsischen Innenministeriums nur durch „frühzeitige Aufklärung und rechtzeitiges Einschreiten der Polizei verhindert werden“ konnten. In Thüringen wird der Club vom Verfassungsschutz beobachtet und als kriminelle Vereinigung behandelt.
2011 klagten Mitglieder des Red Devil MC Erfurt gegen das Land Thüringen, da das Thüringer Innenministerium den Club als „kriminelle Vereinigung“ einstufte und dies auch dem Thüringer Landtag so weitergab.  Vor dem Verwaltungsgericht Weimar (8 K1309/11) wurde das Land Thüringen 2012 verurteilt, es zu unterlassen, die Behauptung zu verbreiten oder verbreiten zu lassen, dass es sich beim Red Devils MC Erfurt um einen kriminellen Motorrad- oder Bikerclub handelt. Das Urteil wurde 2015 vom Thüringer Oberlandesgericht (2ZKO 273/13) als unanfechtbar erklärt.
Im Umfeld der Ausbreitung des Red Devils MC entstanden Gerüchte einer Unterwanderung durch Rechtsextreme. Hintergrund war, dass in den Chaptern Salzwedel und Wilhelmshaven bekannte Rechtsextremisten zu den Mitgliedern zählen. In Wilhelmshaven wehren sich die Mitglieder dagegen, mit der rechten Szene in einen Topf geworfen zu werden. Zwar seien Mitglieder der Red Devils in Wilhelmshaven früher in der rechten Szene aktiv gewesen, sie hätten sich aber mittlerweile von dieser gelöst.
Im Clubhaus der Red Devils in Stadthagen waren zeitweise immer wieder Rechtsextremisten zu Gast. Ein Neonazi organisierte 2011 ein Konzert der Rechtsrock-Band „Kategorie C“ im Stadthäger Clubhaus. 2012 wurde ein Charter der Red Devils in Köln durch NRW-Innenminister Ralf Jäger verboten.